# Enzo Kana-Biyik
Enzo Kana-Biyik (Párizs, 2007. január 8. –) francia utánpótlás-válogatott labdarúgó, a Premier League-ben szereplő Manchester United játékosa, de kölcsönben a svájci Lausanne-Sport színeiben szerepel.

## Pályafutása

### Klubcsapatokban
Pályafutását a Le Havre csapatában kezdte, a 2024–2025-ös szezonban 16 mérkőzésen kilenc gólt szerzett és egy gólpasszt adott a bajnokságban az U19-es csapatban. Kétszer is helyet kapott a cserepadon a felnőtt csapatban.

#### Manchester United
2025. július 10-én a Manchester United bejelentette, hogy ingyen leszerződtette a csatárt, majd azonnal kölcsön is adták a svájci Lausanne-Sportnak.

### A válogatottban
A francia és a kameruni válogatottat is képviselheti. 2025 márciusában mutatkozott be az U19-es francia válogatottban, hétszer szerepelt a csapatban.

## Magánélete
Labdarúgó családból származik. Apja, André Kana-Biyik, nyolcvanszoros kameruni válogatott labdarúgó, a Le Havre-nél fejezte be karrierjét. Testvére, Jean-Armel Kana-Biyik is labdarúgó, pályafutása során több francia és török csapatban is játszott, hatszoros kameruni válogatott. Öccse, Lorenzo Kana-Biyik, a Paris Saint-Germain játékosa, míg unokatestvére Emilio Omam-Biyik, illetve nagybátyja François Omam-Biyik, szintén labdarúgók.

## Statisztika
| Csapat                      | Szezon           | Bajnokság          | Bajnokság | Bajnokság | Kupa | Kupa  | Ligakupa | Ligakupa | Nemzetközi | Nemzetközi | Egyéb | Egyéb | Összesen | Összesen |
| Csapat                      | Szezon           | Osztály            | P.        | Gólok     | P.   | Gólok | P.       | Gólok    | P.         | Gólok      | P.    | Gólok | P.       | Gólok    |
| --------------------------- | ---------------- | ------------------ | --------- | --------- | ---- | ----- | -------- | -------- | ---------- | ---------- | ----- | ----- | -------- | -------- |
| Le Havre                    | 2024–25          | Ligue 1            | 0         | 0         | 0    | 0     | 0        | 0        | 0          | 0          | 0     | 0     | 0        | 0        |
| Manchester United           | 2025–2026        | Premier League     | 0         | 0         | 0    | 0     | 0        | 0        | 0          | 0          | 0     | 0     | 0        | 0        |
| Lausanne-Sport (kölcsönben) | 2025–2026        | Swiss Super League | 0         | 0         | 0    | 0     | 0        | 0        | 0          | 0          | 0     | 0     | 0        | 0        |
| Karrier összesen            | Karrier összesen | Karrier összesen   | 0         | 0         | 0    | 0     | 0        | 0        | 0          | 0          | 0     | 0     | 0        | 0        |

## További információ
- Enzo Kana-Biyik adatlapja a Transfermarkt oldalon (angolul)
- Enzo Kana-Biyik adatlapja a Soccerway oldalon (angolul)